# La battaglia di Fort Apache
La battaglia di Fort Apache (Old Shatterand) è un film del 1964 diretto da Hugo Fregonese. È il terzo film della saga Old Shatterhand e Winnetou.

## Trama
Alcuni banditi insieme ad alcuni Comanche ubriachi attaccano la fattoria di una famiglia di coloni olandesi, i Kampendijk, e lasciano sul posto i cadaveri di due guerrieri Apache, in modo da far ricadere la colpa sugli stessi Apache, infrangendo così la tregua tra l’esercito e la tribù. Old Shatterhand, un cowboy amico degli Apache, di ritorno nel West, salva Tujunga, il figlio adottivo di Winnetou, il capo degli Apache, dalle mani dei banditi responsabili dell'attacco. Shatterhand scopre poi che Tom, un ragazzo sopravvissuto all'attacco alla fattoria, ha visto cosa è realmente accaduto e può testimoniare che non sono stati gli Apache ad uccidere i suoi genitori. Shatterhand decide di portare Tom e Paloma Nakama, una donna mezzosangue che si prende cura del ragazzo, al sicuro nella città di Golden Hill. La città, però, è in mano ad una banda di criminali guidata da Dixon, il vero responsabile dell’attacco, che riceve l’ordine da un misterioso individuo di attaccare un convoglio militare in arrivo. Mentre Shatterhand, Paloma e Tom si dirigono verso Golden Hill, incontrano il convoglio militare guidato dal capitano Bradley e dal caporale Bush, assistiti da Sam Hawkens, un vecchio amico di Shatterhand. Il convoglio viene poi attaccato in un canyon dai banditi, che lasciano nuovamente due Apache morti sulla scena per far ricadere la colpa sulla tribù. Old Shatterhand, però, capisce l'inganno e si mette sulle tracce dei veri colpevoli.
A Golden Hill, Sam Hawkens e Rosemarie, la proprietaria del saloon, accolgono Tom e Paloma mentre Old Shatterhand continua a indagare. Scopre che i Comanche, in combutta con la banda di Dixon, sono i veri responsabili degli attacchi. In un duello, Winnetou uccide il capo dei Comanche, Grande Orso, mentre Shatterhand affronta Dixon. Nel frattempo, il capitano Bradley riporta al comandante di Fort Grant, il generale Taylor, che il convoglio è stato attaccato dagli Apache, ma Taylor sospetta che ci sia qualcosa di più complesso dietro. Nel frattempo, a Golden Hill, Tom viene assassinato da Joe Burker, uno dei banditi di Dixon, per eliminare l'unico testimone che poteva provare l'innocenza degli Apache. Old Shatterhand cattura Burker e lo porta da Winnetou, dove il bandito confessa la verità sugli attacchi e firma una dichiarazione. Mentre Shatterhand è al campo di Winnetou, il capitano Bradley e il caporale Bush arrivano al ranch di Burker, dove trovano Dixon ferito mortalmente ma in grado di rivelare che Burker è stato portato via da Shatterhand. Bradley, che si rivela essere il vero mandante di tutti gli attacchi, ordina di incendiare il ranch e accusa gli Apache di averlo distrutto. Il generale Taylor parte dal forte per informare i superiori dei progressi nelle trattative di pace, lasciando il comando al colonnello Hunter. Bradley, però, uccide Hunter e fa sembrare la sua morte un incidente, usando questo pretesto per revocare l'accordo di libero passaggio garantito agli Apache. Porta poi a termine un accordo con Shatterhand: la libertà per lui e Winnetou in cambio del ritiro della confessione di Burker. Intanto, Tujunga viene arrestato dai soldati dopo aver ucciso un militare che stava molestando Paloma. L'Apache viene condannato a morte e portato a Fort Grant, dove Shatterhand tenta di salvarlo. Tuttavia, viene catturato anche lui dal capitano Bradley. A questo punto, Winnetou decide di guidare gli Apache sul sentiero di guerra per liberare Shatterhand e Tujunga. Scoppia una feroce battaglia, durante la quale i soldati utilizzano persino i cannoni contro gli Apache. Durante lo scontro a fuoco, Tujunga provoca il caporale Bush, affrontandolo ma durante la lotta causano l'esplosione che distrugge il deposito delle munizioni, causando la morte di entrambi. La battaglia si conclude con la vittoria degli Apache, mentre il generale Taylor ritorna al forte e ordina l'arresto di Bradley. Dixon, prima di morire, confessa la verità sui piani di Bradley, che viene destinato alla corte marziale. Shatterhand e Winnetou, sconsolati per la morte di Tujunga, riportano il suo corpo alle terre sacre degli Apache per dargli una degna sepoltura.